# Agátocles
Agátocles foi um historiador grego do século II a.C. Escreveu uma história de Cizico que foi, porém, quase toda perdida.
Sua obra foi perdida, mas parece ter sido amplamente lida na Antiguidade, pois Agátocles é referido por Cícero, Plínio e outros escritores.